# 向量丛
向量叢(vector bundle)也翻譯成向量束，是数学，特別是幾何學，上的一種幾何結構，在空間 X（X 可以是拓撲空間、流形或代数簇）的每一點指定(或"黏上")一個向量空间(比如 {\displaystyle \mathbb {R} ^{n}})，而这些向量空间“粘起来”又构成一個新的拓扑空间（或流形，或代数簇）。
在 X 之上的向量叢最簡單的例子是，X×{\displaystyle \mathbb {R} ^{n}}，另一個較複雜的典型的例子是微分流形的切丛(tangent bundle)：对流形的每一点"黏"上流形在该点的切空间。
另一个例子是法丛：給定一个平面上的光滑曲线，可在曲线的每一点附上和曲线垂直的直线；这就是曲线的"法丛"。
向量叢定義中的向量空間主要常見的是實空間({\displaystyle \mathbb {R} ^{n}})跟複空間({\displaystyle \mathbb {C} ^{n}})，分別稱作實向量叢跟複向量叢。複向量丛可以视为一種帶有附加结构的实向量丛。
向量丛是纤维丛的一種。

## 定义和直接的结果
一个实向量丛要包含下列空間跟映射：
- X（基空间(base space)）和E（全空间(total space)）為拓撲空間(或是流形等其他空間)
- 一个連續滿射 π : E → X（稱作投影）
- 对 X 中的每點 x，π−1（{x}）是有限維的實向量空間(稱作纖維(fiber) )。

且這些空間跟映射要满足以下相容性条件：对 X 中的每一点有一个开邻域 {\displaystyle U\subseteq X} 包含這點，一个自然数 n,和一个同胚
{\displaystyle \varphi \colon U\times \mathbf {R} ^{n}\to \pi ^{-1}(U)}
使得對所有x ∈ U,:
- {\displaystyle (\pi \circ \varphi )(x,v)=x}  对所有 v ∈  Rn均成立
- 映射　{\displaystyle v\mapsto \varphi (x,v)}　是兩個向量空间 Rn 和 π−1(x) 之間的線性同构。

开邻域U和同胚φ合起来叫做丛的局部平凡化。这表示映射π在局部看起来"像" U × Rn到U 上的投影.
向量丛 X × Rn 称为平凡，如果賦予這空間一個投影映射　X × Rn → X，也就是  E=X × Rn 整體上是 X 的乘積空間 。
每个纤维π−1（x）是一个有限维实向量空间，所以有在點 x 有一个维数dx，由局部平凡化的性質可知函数　{\displaystyle \textstyle x\mapsto d_{x}} 在局部上是常數，也就是它在X　的每個連通的部份上為常数。如果它在X上是常数的话，我们把这个维数叫做向量丛的阶。一阶向量丛也叫线丛。

## 向量丛态射
一个从向量丛π1 : E1 → X1到向量丛π2 : E2 → X2的态射（morphism）是一对连续映射f : E1 → E2和g : X1 → X2使得 
- gπ1 = π2f

- 对于每个X1中的x,由f诱导的映射π1−1({x}) → π2−1({g(x)})是一个向量空间的线性变换。

所有向量丛的类和丛的射组成了一个范畴。限制到光滑流形和光滑丛射，我们就有了光滑向量丛的范畴。
我们可以考虑有一个固定基空间X的所有向量丛组成的范畴。我们取那些在基空间X上为恒等映射（identity map）的射作为在这个范畴中的射.
也就是说，丛射满足下面的交换图：
（注意这个范畴不是可交换的；向量丛的射的核通常不能很自然的成为一个向量丛。）

## 截面和局部自由层
给定一个向量丛 π : E → X， 和 X 的開子集 U，我们可以考虑這個向量叢 在 U 上的截面，也就是连续函数 s : U → E 满足 (π∘s)=idU。本质上，截面在 U 的每一点指定一個向量，且這向量屬於在該點的纖維，即 s(x) ∈ π−1（x) ，並且要求這種指定要有连续性(或可微性，依討論空間而有所不同)。
例如，微分流形的切丛的截面就是流形上的向量场("微分"流形上一般會要求向量場可微)。
令 F(U) 为U上所有截面的集合. F(U)中至少有個元素 s，稱作零截面(zero section)，這個截面函数 s 會把 U 的每一點 x 都映射到向量空間π−1（x）中的零向量。使用每点的加法和数乘，F(U)本身也構成了向量空间。这些向量空间的总和就是 X 上的向量空间的層(shelf)。
若 s 属于F(U) 而 α : U → R是 U 上的連續函數，则αs 依然屬於集合 F(U)。我们可以看到 F(U) 是一個 U 上的连续实值函数的环上的模，进一步讲，若OX表示X上连续函数的层结构，则F是OX-模的一个层.
不是OX-模的每个层都是以这种方式从向量丛的导的：只有局部自由层可以从这种方法得到。（理由：局部的，我们要找一个投影U × Rn → U的一个截面，这些恰好是连续函数U → Rn,并且这一函数是连续函数U → Rn-元组.）
更进一步讲：X上的实向量丛的范畴是等价于OX-模的局部自由和有限生成的层的。
所以我们可以将向量丛视为位于OX-模的层的范畴内；而后者是可交换的，所以我们可以计算向量丛的射的核。

## 向量丛上的操作
两个X上的在同一个域上的向量丛，有一个惠特尼和,在每点的纤维为那两个丛的纤维的直积。同样，纤维向量积和对偶空间丛也可以这样引入。

## 变种和推广
向量丛是纤维丛的特例。
光滑向量丛定义为满足E和X是光滑流形，π : E → X是光滑映射，而局部平凡化映射φ是微分同胚的向量丛。
把实向量空间换成複向量空間(complex vector space, 既純量為複數的向量空間)，就得到了复向量丛(complex vector bundle)。这是结构群的约化的特例。也可以用其他拓扑域上的向量空间，但相对比较少见。
除了有限維的向量空間以外，如果纖維是某個巴拿赫空间（而不仅是Rn），就可以得到巴拿赫丛.